# Ergens in Nederland
Ergens in Nederland (auf Deutsch: Irgendwo in den Niederlanden) ist ein niederländisches Spielfilmdrama aus dem Jahre 1940 von Ludwig Berger. Hauptdarsteller Jan de Hartog arbeitete auch am Drehbuch mit, die weibliche Hauptrolle übernahm der niederländische Filmstar Lily Bouwmeester, der sich anschließend von der Arbeit für die große Leinwand komplett zurückzog. Bei Ergens in Nederland handelte es sich um den letzten Kinospielfilm des Landes vor der deutschen Besetzung im Mai desselben Jahres. Bis zur Befreiung des Landes im Mai 1945 wurde kein regulärer, holländischer Kinospielfilm mehr gedreht.

## Handlung
Europa kurz nach Kriegsbeginn: Die Angst vor einem erneuten, unkontrollierbaren Waffengang nach über 20 Jahren Frieden ist allgegenwärtig, auch in den Niederlanden. Der einstige Seemann Frans van Loon, der nunmehr an Land einer ungeliebten Arbeit als Anwalt nachgeht, wird in dieser geopolitischen Krisensituation zum Militär einberufen. Anders als seine ihm frisch angetraute Ehefrau Nellie, die sich große Sorgen macht, ist Frans froh, wieder aufs Meer zurückkehren zu können, denn die Seefahrt war und ist immer sein großer Traum gewesen. Dort kann er auch etwas nützliches leisten, denn im Kriegsfall soll er dabei helfen, vor der Küste umhertreibende Seeminen zu entschärfen. Der notorisch unzufriedene Frans, der das Leben an Land gehasst hat, blüht auf dem Wasser regelrecht auf. Nellie wiederum muss erkennen, dass ihrem Mann das Meer offensichtlich wichtiger ist als das Glück seiner Frau, woraufhin sie dem Drängen des Schauspielers Erik Detmar, der sie schon seit geraumer Zeit umgarnt, endlich nachgibt.
Nellie will nun Frans zu einer Entscheidung – sie oder das Meer – drängen und besucht ihn bei einem Landgang im Büro des Minenräumkommandos. Dort sieht sie ihn mit dem hübschen Bauernmädchen Marijke tanzen, und es kommt zu einer lautstarken Auseinandersetzung zwischen den Eheleuten. In ihrer Eifersucht und Wut sagt Nellie ihrem Mann, dass sie einen Anderen liebe. Frans reagiert heftig; er will seine Frau nicht verlieren. Beide gehen unversöhnt auseinander. Ehe Frans versuchen kann, die Wogen zu glätten, wird er zu einem Einsatz nach Vlissingen beordert. Zwei unkontrollierte Seeminen sind in unmittelbarer Küstennähe und drohen, einen Deich zu sprengen, mit unvorhersehbaren Folgen. Als Nellie ihren Frans bei seiner wichtigen Aufgabe beobachtet, erkennt sie, wie wichtig diese Tätigkeit ist. Wieder einmal gelingt es Frans, seine hochgefährliche Entschärfungsarbeit zum Wohle der Bevölkerung durchzuführen. Als er zurückkommt, sagt Nellie ihm, wie stolz sie wäre, dass ihr Gatte ein Seemann sei.

## Produktionsnotizen
Ergens in Nederland entstand ab dem 27. Januar 1940 (Studioaufnahmen), die Dreharbeiten zogen sich bis Ende  März desselben Jahres (Außenaufnahmen) hin. Als Studio diente das Cinetone-Studio Duivendrecht. Die Außenaufnahmen entstanden in der Marinebasis Den Helder sowie in Vlissingen und Umgebung.
Der Film wurde am 12. April 1940 in Amsterdam (City) uraufgeführt. Vier Wochen später rückte die deutsche Wehrmacht in den Niederlanden ein und beendete weitgehend das Filmschaffen des Landes fünf Jahre lang. Ergens in Nederland wurde am 23. Juli 1940 verboten. Stattdessen entstanden in den niederländischen Filmstudios deutsche Produktionen wie etwa Rembrandt. Noch 1945 erfolgte die Wiederaufführung von Ergens in Nederland.
Experten der niederländischen Marine standen Berger als Fachberater zur Seite. Für mehrere Szenen wurden reguläre niederländische Matrosen eingesetzt.

## Kritiken
Der Kritiker von De Tijd konstatierte eine „äußerst erfolgreiche Verfilmung“, im Nachrichtenmagazin Rotterdams Nieuwsblad hieß es, es handele sich hierbei um eine „sehr akzeptable Intrige“.